# DR-DOS
DR-DOS (ang. Digital Research Disk Operating System) – dyskowy system operacyjny dla komputerów osobistych opracowany przez firmę Digital Research, wywodzący się ze starszego systemu tej firmy – CP/M. DR-DOS był alternatywą dla systemu MS-DOS wydanego przez Microsoft. Największą popularnością cieszył się w pierwszej połowie lat dziewięćdziesiątych, ze względu na lepszą obsługę sieci, wydajniejsze zarządzanie pamięcią, bogatszy pakiet oprogramowania oraz niższą od MS-DOS cenę. Po zakupieniu przez firmę Novell funkcjonował pod nazwą Novell DOS.
Właścicielem praw do systemu jest obecnie firma DeviceLogics. 30 marca 2004 wydany został DR-DOS w wersji 8.0. W nowej wersji systemu wprowadzona została obsługa systemu plików FAT32 oraz dużych dysków.